# Megadiestramima exculta
Megadiestramima exculta is een rechtvleugelig insect uit de familie grottensprinkhanen (Rhaphidophoridae). De wetenschappelijke naam van deze soort is voor het eerst geldig gepubliceerd in 1998 door Gorochov.